# Fisktjärnen (Hammerdals socken, Jämtland)
Fisktjärnen är en sjö i Strömsunds kommun i Jämtland och ingår i Indalsälvens huvudavrinningsområde.